# Falsa demonstratio non nocet
Falsa demonstratio non nocet (verkürzt zumeist: falsa demonstratio) ist lateinisch und bedeutet „eine falsche Bezeichnung schadet nicht“. Für das Zustandekommen und die Wirksamkeit eines Vertrages ist es unschädlich, wenn die Parteien übereinstimmend dasselbe wollen, es aber falsch bezeichnen, solange der innere Wille der Parteien übereinstimmt.

## Begriffsbestimmung
Beim rechtssprachlichen Begriff falsa demonstratio non nocet handelt es sich um einen Sonderfall der Auslegung (§ 133 BGB) von empfangsbedürftigen Willenserklärungen, denn bei zweiseitigen Rechtsgeschäften werden die übereinstimmenden Willenserklärungen selbst entgegen ihrem Wortlaut im Sinne des von den Parteien Gewollten als „wirklicher Wille“ erfasst. Grundsätzlich bestimmt sich die Auslegung von Verträgen nämlich danach, wie ein vernünftiger objektiver Dritter den Inhalt verstehen darf. Dieser objektive Empfängerhorizont dient jedoch dem Schutz des Erklärungsempfängers, der aber dann nicht schutzbedürftig ist, wenn er das tatsächlich Gewollte richtig verstanden und sich auf den Vertrag eingelassen hat. Weil der Vertrag nur zwischen den Vertragsparteien besteht, gibt es für die Rechtsordnung keinen Grund, sich über den übereinstimmenden Willen der Parteien hinwegzusetzen.
Da die Auslegung den übereinstimmenden „wirklichen Willen“ zur Geltung kommen lässt, besteht kein Raum für eine Anfechtung der Erklärungen nach § 119 BGB.

## Geschichte
Die Regel der falsa demonstratio non nocet geht auf eine Sentenz des frühklassischen römischen Rechtes zurück. Die Sentenz lautete falsa demonstratio non peremit legatum. Dort war sie allerdings nur auf Testamente anwendbar, in denen eine Person oder ein Objekt bereits identifiziert worden war, der Ersteller des Testamentes aber an einer anderen Stelle eine andere, falsche, Bezeichnung dafür genutzt hat. In diesem Fall schadet die falsche Bezeichnung nicht. Das wirklich Gewollte musste sich zwangsläufig aus der Erklärung selbst ergeben.
Die Maxime falsa demonstratio wurde, beispielsweise von den Juristen Gaius und Ulpian in den Digesten beschrieben. Aus dem Erbrecht wurde die Maxime dann auch auf weitere Rechtsbereiche ausgedehnt, so auch auf formbedürftige Geschäfte, wie die Stipulation. Die Maxime wurde später im ius commune rezipiert.  Bis ins 19. Jahrhundert lautete der Grundsatz, dass sich das Gewollte aus der Erklärung selbst ergeben musste. In der aufkommenden Pandektenwissenschaft gab es jedoch keine feste Bestimmung des Regelinhaltes. So wurde zum Teil vertreten, dass die Regel sich wie ihr Vorbild im römischen Recht nur auf Testamente beziehen würde. Teils wurde eine Anwendung auf Verträge dann angenommen, wenn sich das mit der fälschlichen Bezeichnung Gewollte in den Umständen des Vertrages wiederfand. Teile der Literatur sprachen erst von einer falsa demonstratio in dem Fall eines unschädlichen Irrtums, der insoweit unwesentlich war. Alle diese Auffassungen wurden sogar noch bis ins 20. Jahrhundert, also nach Inkrafttreten des Bürgerlichen Gesetzbuches vertreten. Die heutige Interpretation der Regel wird vom Rechtshistoriker Wieling als ein Ausdruck der Grundentscheidung des Irrtumsrechtes des BGBs gesehen, die Willenserklärungen nach dem Willen der Parteien beurteilen möchte. Der Gedanke der falsa demonstratio wurde auch in anderen Rechtsordnungen übernommen, so dem Schweizer Recht, wo der Gedanke an Artikel 18 OR angeknüpft ist, im französischen Recht, wo die Anknüpfung an 1188 Cc erfolgt, im italienischen Recht, wo an 1362 itCc angeknüpft wird und im österreichischen Recht, wo die Anknüpfung an 914 ABGB erfolgt.

## Beispiele
Ein berühmtes Beispiel aus der deutschen Rechtsgeschichte ist der sogenannte Haakjöringsköd-Fall, den das Reichsgericht 1920 zu entscheiden hatte. Zwei Parteien schlossen einen Kaufvertrag in der Annahme, Haakjöringsköd stünde auf Norwegisch für Walfleisch; tatsächlich bedeutet Haakjöringsköd „Haifischfleisch“. Das Reichsgericht entschied, dass ein Kaufvertrag über das beidseitig gewollte Walfleisch zustande gekommen war.
Ein anderes Beispiel ist die Unterscheidung zwischen Aufhebungs- und Abwicklungsvertrag im Arbeitsrecht. Mit dem Aufhebungsvertrag wird ein bestehendes Arbeitsverhältnis beendet, mit dem Abwicklungsvertrag werden Regelungen wegen eines zuvor gekündigten Arbeitsverhältnisses getroffen. Vereinfacht lässt sich sagen, dass der eine Vertrag vor beziehungsweise statt der Kündigung, der andere nach der Kündigung geschlossen wird. Die Unterscheidung ist insbesondere wegen Sperrzeiten beim Arbeitslosengeld relevant. Schließen nun Arbeitgeber und Arbeitnehmer vor Ausspruch einer Kündigung einen Vertrag und bezeichnen diesen (eigentlich fehlerhaft) als „Abwicklungsvertrag“, sollen nach der Rechtsprechung des Bundessozialgerichtes die Grundsätze der falsa demonstratio anzuwenden sein: Der Vertrag ist trotz seiner Bezeichnung als Abwicklungsvertrag in Wahrheit ein Auflösungsvertrag; die falsche Bezeichnung macht ihn nicht ungültig.
Im gewerblichen Rechtsschutz, insbesondere im Patentwesen, ist es nach diesem Grundsatz unschädlich, wenn Funktions- oder Bauelemente nach fachmännischem Verständnis unzutreffend benannt werden. Ein beschriebener Stehbolzen wird als Stehbolzen gewertet, auch wenn er beispielsweise als Schraube oder gar als Nagel bezeichnet wird. Ähnliches kann gelten, wenn Leihe statt Darlehen oder Vermächtnis statt Erbschaft gemeint sind.
§ 300 der (deutschen) Strafprozessordnung sagt aus: „Ein Irrtum in der Bezeichnung des zulässigen Rechtsmittels ist unschädlich“. Man hat also auch dann wirksam Berufung eingelegt, wenn man diese irrtümlich als „Revision“ oder „Beschwerde“ bezeichnet hat. § 357 Abs. 1 S. 3 AO lautet: „Unrichtige Bezeichnung des Einspruchs schadet nicht.“